# Nicephora hakgallae
Nicephora hakgallae är en insektsart som beskrevs av Henry, G.M. 1932. Nicephora hakgallae ingår i släktet Nicephora och familjen vårtbitare. Inga underarter finns listade i Catalogue of Life.